# 호곡중학교
호곡중학교는 대한민국 경기도 고양시 일산서구 탄현동에 있는 공립 중학교이다.

## 학교 연혁
- 2002년 1월 14일 : 호곡중학교 설립 인가(8학급)
- 2002년 3월 1일 : 초대 박경호 교장 취임
- 2002년 3월 11일 : 제1회 신입생 334명 (8학급) 입학
- 2003년 8월 31일 : 교사 완공(3차 45교실)
- 2004년 5월 21일 : 다목적 교실(호곡관) 준공
- 2005년 2월 16일 : 제1회 졸업장 수여식 322명
- 2019년 3월 4일 : 제18회 신입생 250명(8학급) 입학
- 2019년 9월 1일 : 제7대 박명선 교장 취임
- 2020년 1월 9일 : 제16회 졸업장 수여식 총 335명(연인원 5,805명)

## 참고 자료
- 호곡중학교 - 한국교육학술정보원 학교알리미